# Thomas K. Hubbard
Thomas Kent Hubbard (* 19. Juli 1956 in Oklahoma City, USA) ist ein amerikanischer Altphilologe.
Thomas K. Hubbard erwarb 1975 an der Santa Clara University einen B.A.-Abschluss in Englisch, 1977 an der University of California, Berkeley einen Master-Abschluss und 1980 an der Yale University den Ph.D.-Grad in Klassischer Altertumswissenschaft. Hubbard lehrt an der University of Texas, Austin.

## Schriften
- The Cooking of Pelops: Pindar and the Process of Mythological Revisionism, Helios 14: 3–21, 1987
- The Pipes of Pan: Intertextuality and Literary Filiation in the Pastoral Tradition from Theocritus to Milton, Ann Arbor, 1998
- Popular Perceptions of Elite Homosexuality in Classical Athens, Arion Ser. 3, 6.1: 48–78, 1998
- 'Pederasty and Democracy: The Marginalization of a Social Practice', in: Thomas K. Hubbard, ed. Greek Love Reconsidered, New York, W. Hamilton Press, 2000, published simultaneously by the North American Man/Boy Love Association NAMBLA[2]
- Pindar, Theoxenus and the Homoerotic Eye, Arethusa 35: XX-XX, 2002
- Pindar's Tenth Olympian and Athlete-Trainer Relationships
- Homosexuality in Greece and Rome, a Sourcebook of Basic Documents, University of California Press, Los Angeles, London 2003, ISBN 0-520-23430-8